# Magnus Ingelman-Sundberg
Magnus Axel Lorenzo Ingelman-Sundberg, född 1951 i Danderyd, är en svensk medicinsk forskare som är professor i molekylär toxikologi vid Karolinska institutet i Solna kommun.
Ingelman-Sundberg studerade kemiteknik vid Kungliga Tekniska högskolan (KTH) och påbörjade även forskarutbildning inom medicinsk kemi vid Karolinska Institutet. 1975 tog han civilingenjörexamen vid KTH och blev även teknologie doktor vid Karolinska institutet. 1977 blev han docent i medicinsk och fysiologisk kemi, och 1978 tog han även en medicine kandidatexamen. Han var universitetslektor i medicinsk och fysiologisk kemi 1977-1987, tillförordnad professor i ämnet 1987-1995, och från 1996 professor i molekylär toxikologi, allt vid Karolinska Institutet.
Hans forskning rör bland annat genetiska orsaker till olikheter i effekter av läkemedel, så kallad farmakogenetik, och risken att drabbas av biverkningar. Bland de fynd hans forskargrupp gjort märks upptäckten av genduplicering och genamplifiering i det humana genomet 1993 och identifieringen av personer som omsätter läkemedel mycket snabbt, så kallade ultrasnabba hydroxylerare. Han har även identifierat många varianter av gener kodande för läkemedelsomsättande enzym som medför ökad risk för biverkningar och klarlagt den genetiska bakgrunden till många interetniska skillnader i läkemedelsomsättningen samt dess evolutionära orsaker.
Ingelman-Sundberg är medlem av Karolinska Institutets Nobelförsamling. Han är son till professorerna Axel Ingelman-Sundberg och Mirjam Furuhjelm samt bror till journalisten Catharina Ingelman-Sundberg och var halvbror till Ragnar Rylander och Eva Rylander.

### Fotnoter
1. 1 2  Karolinska Institutet: Magnus Ingelman-Sundberg, läst 13 december 2009
2. ↑  Ingelman-Sundberg, Magnus (1975) (på engelska). Hepatic metabolism of steroid sulphates: with special reference to cytochrome P-450-catalyzed reactions. Stockholm. Libris 938831
3. ↑  Göteborgs-posten, "En sagolik tillställning", 11 december 2009, sid. 4.